# Dietrich Lauenstein

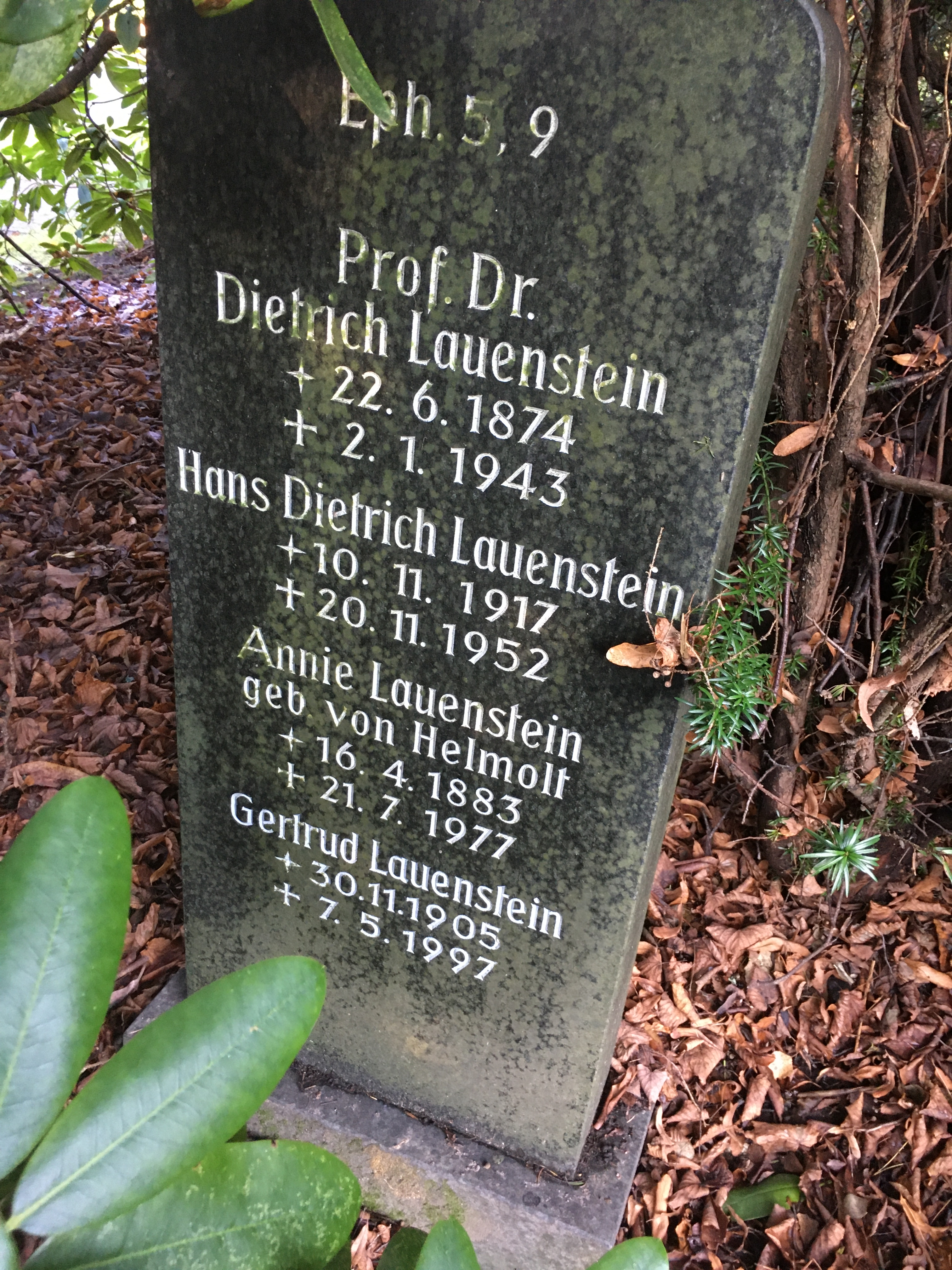
Grabstätte auf dem Friedhof Ohlsdorf

Ferdinand Hermann Heinrich Dietrich Lauenstein (* 22. Juni 1874 in Hildesheim; † 2. Januar 1943 in Hamburg) war ein deutscher Germanist, Lehrer und Schulleiter.

## Leben
Nach dem Abitur studierte Dietrich Lauenstein ab 1893 Theologie und Germanistik an den Universitäten in Leipzig und Göttingen. An letzterer wurde er 1900 promoviert. Bereits 1897 hatte er in Hamburg das Staatsexamen für das höhere Lehramt abgelegt und war daraufhin wissenschaftlicher Hilfslehrer am Internatsgymnasium Lucius in Echzell.
Von 1898 bis 1900 absolvierte Lauenstein zunächst das Anleitungs-, danach das Probejahr am Hamburger Wilhelm-Gymnasium und wurde am 1. Oktober 1900 in den Schuldienst übernommen. Seine Unterrichtsfächer waren Deutsch, Hebräisch, Latein und Religion. Bereits 1902 wechselte er an die Oberrealschule auf der Uhlenhorst, 1912 an die Oberrealschule Eppendorf. Hier erhielt Lauenstein 1918 die Amtsbezeichnung „Professor“ und stieg 1924 zum Schulleiter auf. Daneben war er Mitglied im Ausschuss der Oberschulbehörde für die Ausbildung der Religionslehrer. Im Wintersemester 1932/33 unterrichtete er Griechisch an der Universität Hamburg. 1934 ging er krankheitsbedingt in Pension.
Von 1911 bis 1922 war Lauenstein Mitglied der Deutsch-Hannoverschen Partei. Er verstarb 68-jährig in Hamburg und wurde auf dem dortigen Friedhof Ohlsdorf beigesetzt. Seine Grabstätte im Planquadrat AG 11 ist erhalten.